# Beauty Revealed
Beauty Revealed är ett självporträtt från 1828 av den amerikanska konstnären Sarah Goodridge (1788–1853). Porträttet, en porträttminiatyr målad i akvarell på en bit elfenben, avbildar Goodridges bröst omgivna av vitt tyg. Målningen, vars mått är 6,7 x 8 centimeter, var ursprungligen inramad med papper men har numera kommit att bli placerad i en modern ram. 

## Motiv
Målningen avbildar konstnärens bröst. Den har beskrivits som genomsyrat av en "balans, blekhet och flytkraft" av harmoni mellan ljus, färg och balans. Den omgivande duken har i syfte att dra betraktarnas blickar mot brösten.

## Historik
Goodridge gav porträttet som en gåva till statsmannen Daniel Webster, som eventuellt var hennes älskare, efter det att hans fru avlidit. Möjligtvis hoppades hon på ett giftermål med honom; Webster gifte sig dock med en annan kvinna. Målningen fanns kvar i hans familjs ägo till dess att den 1981 auktionerades ut på Christie's och förvärvades av paret Gloria och Richard Manney. Paret donerade och/eller sålde 2006 miniatyrerna i sin konstsamling, inklusive Beauty Revealed, till Metropolitan Museum of Art i New York.
Beauty Revealed kom till under en period då porträttminiatyrer, ett medium som introducerades i USA i slutet av 1700-talet, var särskilt populära. I The Heilbrunn Timeline of Art History beskrivs Beauty Revealed som en variant på så kallade ögonminiatyrer; dessa var under perioden populära i England och Frankrike men inte lika vanliga i USA. Ögonminiatyrer var porträtt som endast skildrade den porträtterades ögon, vilket gjorde det möjligt för friare att bära med sig en bild av sin älskade utan att avslöja dennes identitet.